# Sexmästeri
Ett sexmästeri (Borås, Eskilstuna, Falun, Grythyttan, Gävle, Göteborg, Halmstad, Jönköping, Kalmar, Karlshamn, Karlskrona, Karlstad, Kristianstad, Linköping, Luleå, Lund, Malmö, Skövde, Trollhättan, Växjö, Örebro), även festmästeri (Visby), borstmästeri (Sundsvall), klubbverk (Uppsala), klubbmästeri (Stockholm, Ultuna), programutskott (Stockholm), festeri (Linköping, Norrköping, Umeå) eller spexmästeri (spex-specifikt i Luleå), är inom den svenska universitets- och högskolevärlden en studentförening eller grupp med ansvar för att anordna fester åt medstudenterna. Ofta är sexmästeriet underordnat en annan studentorganisation som en studentkår, en nation eller en studentsektion/utbildningsförening. Ordet kommer av det äldre svenska ordet sexa för fest, jämför svensexa.
Ett sexmästeri består av en sexmästare som är ordförande och sexmästarens medhjälpare kan kallas för sexmästerister. I Lund är sexmästeriet oftast uppdelat i mästarposter och jobbarposter. I Uppsalas nationer och föreningar kallas den festansvarige traditionellt för klubbmästare eller klubbmästarinna, även om den formella titeln ofta är kurator eller vice ordförande. Vid vissa nationer är klubbmästare och klubbmästarinna separata poster och innehavarna tituleras därefter oavsett kön. De som tillhör festverksamheten kallas klubbverkare och utgör tillsammans klubbverket. I lulespexet ingår styrelseposten SpexMästare som då är ansvarig för föreningens och uppsätningens festligheter. Under SpexMästaren så arbetar spexmesteriet, även kallat SpexM, som alla personligen väljs av SpexMästaren

## Historia
Sveriges äldsta klubbmästeri bildades den 26 november 1883. Föreningen, som kallades Stockholms högskolas studentförening under slutet av 1800-talet fram till 1929, gav sedermera även upphov till Stockholms universitets studentkår. Stockholms högskolas studentförening kallas numera för Stockholms Universitets Studentkårs Klubbmästeri, eller SUS KM. SUS KM är aktivt än idag, de är politiskt obundna och inte kopplade till någon fakultet jämfört med andra klubbmästerier. 
År 1888 fanns det vid Ultuna elevkår (Uppsala) en klubbmästare. Idag fortlever traditionen i Ultuna studentkår och klubbmästaren backas numera upp av ett helt klubbmästeri.
Den äldsta studentförening som benämnt sig "sexmästeri" startades på Handelshögskolan i Göteborg 1927. Den är fortfarande aktiv och sköter verksamheten i Handelspuben. Dock är Handelshögskolans i Stockholm studentkårs programutskott, som grundades 1921 och vars arbete leds av en klubbmästare, äldre.